# Battaglia di Goito
La battaglia di Goito è stato un episodio della prima guerra d'indipendenza italiana. Ebbe luogo il 30 maggio 1848 quando l'esercito austriaco di Josef Radetzky attaccò il 1º Corpo d'armata dell'esercito piemontese di Carlo Alberto schierato a protezione del ponte sul Mincio presso Goito, nel Lombardo-Veneto austriaco.
La battaglia si concluse con la vittoria dei piemontesi comandati dal generale Eusebio Bava. Con essa il piano strategico di Radetzky di aggiramento dell’esercito nemico schierato sul Mincio, nonostante la vittoria di Curtatone e Montanara del giorno prima, fallì.
La vittoria dei piemontesi fu però solo tattica, perché l’esercito austriaco conservò la sua forza e l’iniziativa di manovra che aveva acquisito dopo la battaglia di Santa Lucia. La sua rivalsa non tardò infatti a manifestarsi nella battaglia di Monte Berico del 10 giugno successivo, scontro con il quale Radetzky conquistò Vicenza.

## Gli antefatti e la battaglia di Curtatone e Montanara
Dopo la lenta avanzata nel Lombardo-Veneto austriaco, l’esercito piemontese di Carlo Alberto di Savoia fu fermato dagli austriaci del generale Josef Radetzky di fronte a Verona il 6 maggio 1848 nella battaglia di Santa Lucia.
Dopo questo scontro ci fu quasi un mese di stasi. Da parte piemontese l’unica vera operazione fu quella dell’assedio di Peschiera che era rimasta isolata dal grosso dell’esercito austriaco. Una brigata piemontese bloccava gli accessi alla piazzaforte e il resto dell’esercito, disposto a semicerchio dal Lago di Garda a Villafranca, proteggeva l’assedio. Più a sud, una piccola divisione del Granducato di Toscana comandata dal generale Cesare De Laugier de Bellecour fronteggiava Mantova, rafforzata da due esili battaglioni del Regno delle Due Sicilie. Di questi uno era costituito da volontari e l’altro apparteneva al 10º Reggimento Fanteria di Linea «Abruzzo» del colonnello Giovanni Rodriguez (1789-1863) che costituì l’unico reparto regolare napoletano a partecipare alla guerra. Re Ferdinando II di Borbone, infatti, aveva rinunciato a sostenere Carlo Alberto e aveva diramato l’ordine di ritirata. Un altro, esile, battaglione regolare napoletano dello stesso reggimento era a Goito.
Ma il collegamento delle forze di Carlo Alberto con il Veneto, dove avanzavano i rinforzi austriaci del generale Laval Nugent provenienti dall’Isonzo, era carente. Soprattutto sarebbe stato importante un collegamento con le due divisioni pontificie, una di volontari del generale Andrea Ferrari e l’altra di regolari di Giovanni Durando che operavano in Veneto contro l’Austria. Poco fu fatto anche per rinforzare le difese, sia sul semicerchio fra il Garda e Villafranca, sia davanti a Mantova. Lo scarso materiale e il personale specializzato del Genio era infatti impegnato nell’assedio di Peschiera.
Fu così che il 29 maggio 1848 le forze austriache di Radetzky, nel tentativo di aggirare l’esercito piemontese uscirono da Mantova e attaccarono il punto debole dello schieramento di Carlo Alberto: le posizioni di toscani e napoletani fra i due paesi di Curtatone e Montanara. Nella battaglia che ne seguì gli italiani furono sconfitti; ma la loro strenua resistenza consentì all’esercito piemontese di organizzarsi ed evitare l’aggiramento battendo poi gli austriaci nella successiva battaglia di Goito.

### Lo scontro di Cisano e Calmasino

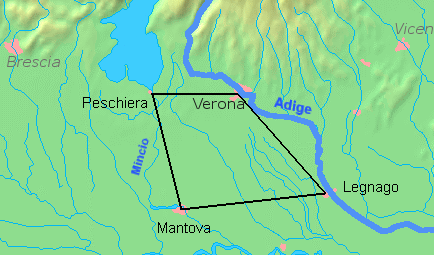
Le Fortezze del Quadrilatero, nucleo difensivo dell'esercito austriaco nel Lombardo-Veneto. Goito è fra Peschiera e Mantova, sul Mincio.

Accanto all’orgoglio per la difesa eroica della linea italiana a Curtatone e a Montanara, rimase nei toscani e nei napoletani la perplessità sulla apparente indifferenza dell’alto comando piemontese per le sue truppe alleate.
In realtà i piemontesi, oltre a peccare di mancanza di decisionismo, temevano un attacco da nord che avrebbe minacciato l’assedio di Peschiera. Infatti, mentre la maggior parte delle truppe austriache che si erano adunate a Mantova ne uscivano per attaccare le forze italiane a Curtatone e Montanara, a nord, dalle gole del Monte Baldo, sulla riva orientale del lago di Garda, forze di Radetzky assalivano l’ala sinistra dello schieramento piemontese. Questa manovra doveva distogliere l’attenzione dei piemontesi da Mantova e colpì la zona delle forze del 2º Corpo sabaudo del generale Ettore De Sonnaz che teneva lì le posizioni conquistate con la battaglia di Pastrengo.
Le prime avvisaglie dell’attacco diversivo si ebbero la mattina del 28 maggio 1848, il giorno prima della battaglia di Curtatone e Montanara. Nel pomeriggio poi, provenienti da Rivoli, 8 compagnie del colonnello Friedrich Zobel avanzarono verso le posizioni piemontesi sul lago di Garda e in serata costrinsero alla ritirata la compagnia di volontari pavesi che difendeva Bardolino. Pertanto, nella notte fra il 28 e il 29 maggio, il generale piemontese Michele Bes decise di rinforzare gli avamposti inviando varie unità del 3º Reggimento della Brigata “Piemonte” sia a Cisano, sul lago (poco a sud di Bardolino) che a Calmasino, più all’interno (entrambe le località oggi fanno parte del comune di Bardolino).
All’una di notte due colonne austriache si mossero, l’una da Bardolino, per costeggiare il lago e attaccare Cisano, l’altra da Cavaion contro Calmasino. Temendo un’azione aggirante delle forze di Zobel che complessivamente ammontavano a 2 600 uomini, gli avamposti piemontesi sulle alture ripiegarono e la resistenza si concentrò dove l’attacco austriaco fu più violento: a Calmasino. Qui l’arrivo provvidenziale di un cannone piemontese fece la differenza e gli uomini di Bes si lanciarono al contrattacco. Le posizioni piemontesi furono riconquistate e anche a Cisano, dopo un iniziale successo, le truppe austriache furono costrette a ripiegare a nord. Tra le 6 e le 7 del mattino del 29 tutto era finito, ma a Bardolino la popolazione dovette scontare la rabbia degli austriaci.
Le perdite furono per i piemontesi, un morto e 35 feriti; per gli austriaci, 20 morti e 16 dispersi. La stessa sera del 29 maggio, il generale De Sonnaz fece al comando supremo piemontese una relazione sull’accaduto, scrivendo che il nemico non gli pareva al momento un pericolo da quella parte, ma chiedeva che non gli fossero tolte truppe, cosa che il comando promise.

## Le manovre e le forze dei piemontesi

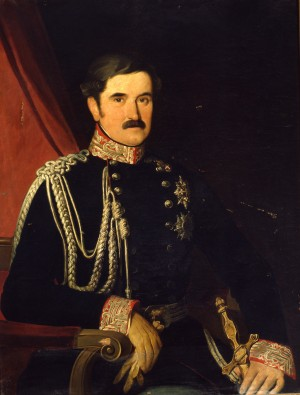
Eusebio Bava fu il comandante del Corpo d'armata piemontese impegnato nella battaglia di Goito.

Il giorno prima dei fatti di Curtatone e Montanara, dalle testimonianze raccolte, il comando supremo piemontese si persuase che il grosso dell’esercito nemico si era riparato a Mantova. Fu accolta quindi la proposta del comandante del 1º Corpo d’armata Eusebio Bava per un ritiro di alcune unità delle divisioni del generale Vittorio Garretti di Ferrere e del generale Federico Millet d'Arvillars dalla zona di Custoza a Goito. Il percorso delle truppe, di quasi 30 km in direzione sud-ovest, prevedeva di passare il Mincio a Valeggio, proseguire per Volta e piegare a sud per Goito.
In seguito a questi ordini, nella notte precedente al 30 maggio 1848, dai 19 ai 20 000 uomini appartenenti al 1º Corpo e alla Divisione di riserva piemontesi erano scaglionati in tre gruppi tra Valeggio e Goito lungo il Mincio, altri presidiavano Villafranca, più a est, e altri ancora, con la Brigata “Regina” erano sulle alture di Sona, a nord-est, a fare da collegamento con il 2º Corpo schierato fra Pastrengo e Pacengo. Il comando piemontese sapeva dell’attacco, non molto energico, degli austriaci a Calmasino ed era evidente che la maggior forza dell’azione nemica sarebbe arrivato da sud, confermata dalla disfatta dei toscani e dei napoletani a Curtatone e Montanara. Il generale Bava decise quindi di spingersi “sopra Goito” e le truppe che erano al suo comando mossero da Volta verso sud alle 8,30 del mattino.

### L'ordine di battaglia piemontese

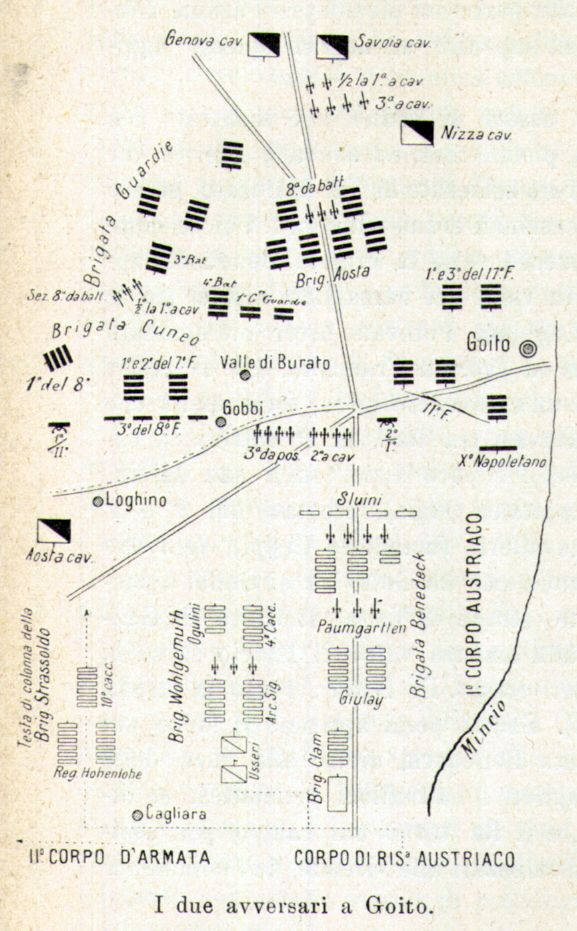
Lo schieramento dei due eserciti prima della battaglia. Il crocicchio a ovest di Goito conduce: per la strada che prosegue a nord a Volta, per la strada che da questa si biforca verso NO a Guidizzolo, per la strada che tocca località Gobbi a Ceresara, per la strada che prosegue a SO a Gazzoldo, e per la strada che va verso sud a Mantova.

Lo schieramento degli uomini di Carlo Alberto, completato a mezzogiorno del 30 maggio 1848 attorno Goito, era il seguente: 
- A Goito, un battaglione del 10º Reggimento “Abruzzo” napoletano e il distaccamento toscano;
- A ovest di Goito, le forze comandate dal generale D’Arvillars per un totale di 16 battaglioni di fanteria 2 batterie d’artiglieria ippotrainate e 2 da Campagna (circa 12 000 fanti): in terza linea la Brigata “Guardie”; in seconda linea la Brigata “Aosta”; in prima linea la Brigata "Cuneo"; negli avamposti due compagnie di bersaglieri presso località Loghino e sulla strada di Gazoldo.
- Quasi tutte a nord di Goito e delle truppe precedenti, le forze comandate dal generale Di Ferrere (circa 3 000 fanti,  2 400 cavalleggeri, 3 batterie ippotrainate e ½ da Campagna) pronte a intervenire dove ci fosse necessità: in terza linea i reggimenti “Genova Cavalleria” e “Savoia Cavalleria”; in seconda linea il Reggimento “Nizza Cavalleria”; in prima linea 11º e 17º Reggimento di fanteria; in avanguardia il “Reggimento Aosta Cavalleria”.

## Le manovre e le forze austriache

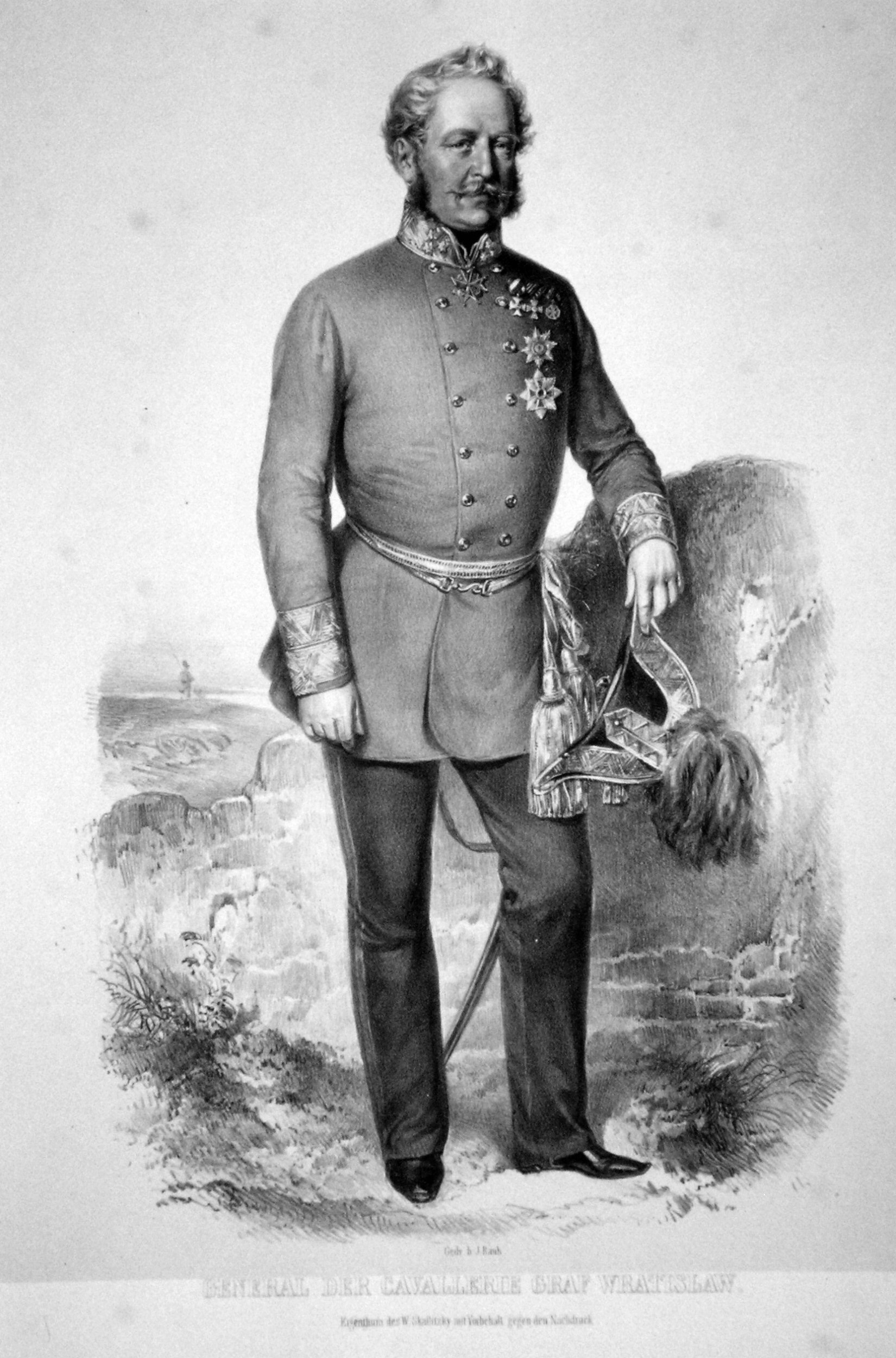
Al generale Eugen Wratislaw fu affidato il compito di assalire l’ala sinistra piemontese.

L’esercito austriaco dopo la battaglia di Curtatone e Montanara aveva spinto la brigata comandata dal colonnello Ludwig von Benedek fino a Rivalta (sul Mincio, fra Mantova e Goito, da cui distava 8-9 km). Il rimanente delle forze uscite da Mantova riposava parte presso Castellucchio (appena a sud-ovest di Rivalta), parte tra Gabbiana e Ospitaletto a una quindicina di km a sud-ovest di Mantova, e parte appena fuori Mantova (fra le Grazie e Curtatone).
I Corpi d’armata austriaci, a cui Radetzky aveva dato il compito strategico di aggirare l’esercito piemontese sul Mincio, erano rimasti alquanto in disordine per le vicende del giorno prima, sicché si erano messi in marcia più tardi del previsto. Il 1º Corpo, comandato dal generale Eugen Wratislaw, sulla destra dello schieramento austriaco riunitosi a Rivalta, doveva, tenendo il Mincio sulla destra, risalire il fiume, passare per Sacca e arrivare a Goito. Era composto dalla brigata di Benedek (in testa) e da quella di Eduard Clam-Gallas. A seguire il Corpo di riserva del generale Gustav Wocher (1781-1858) con le brigate di Strassoldo e di Wohlgemuth, l’artiglieria e la cavalleria. Tali forze avrebbero marciato fino a Rivalta, raggiunta la quale avrebbero ricevuto ordini. Della manovra avvolgente a ovest era invece incaricato il 2º Corpo del generale Konstantin d'Aspre: l’ala sinistra dello schieramento austriaco. Questo Corpo doveva dirigersi verso Rodigo e conquistare Ceresara, a circa 9 km a nord-ovest di Goito.
In effetti parteciperanno alla battaglia parte del 1º Corpo e parte del Corpo di riserva, mentre il 2º Corpo raggiungerà inutilmente il suo obiettivo per la sconfitta delle forze austriache dell’ala destra. Le truppe di Radetzky di fronte a Goito ammonteranno, secondo fonti tedesche, a 11 200 fanti, 950 cavalleggeri e 33 cannoni da campagna. Tali numeri sembrano non conciliarsi con quelli di fonti italiane che parlano di 26 000 uomini complessivi su Goito e 14 000 del 2º Corpo, anche se le fonti tedesche precisano che la loro stima tratta solo degli uomini effettivamente entrati in azione.

## La battaglia

### Il primo contatto

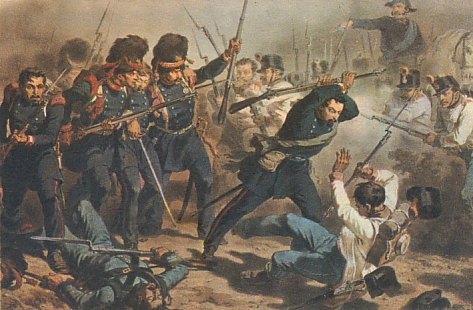
Un episodio della battaglia di Goito in una stampa dell’epoca.

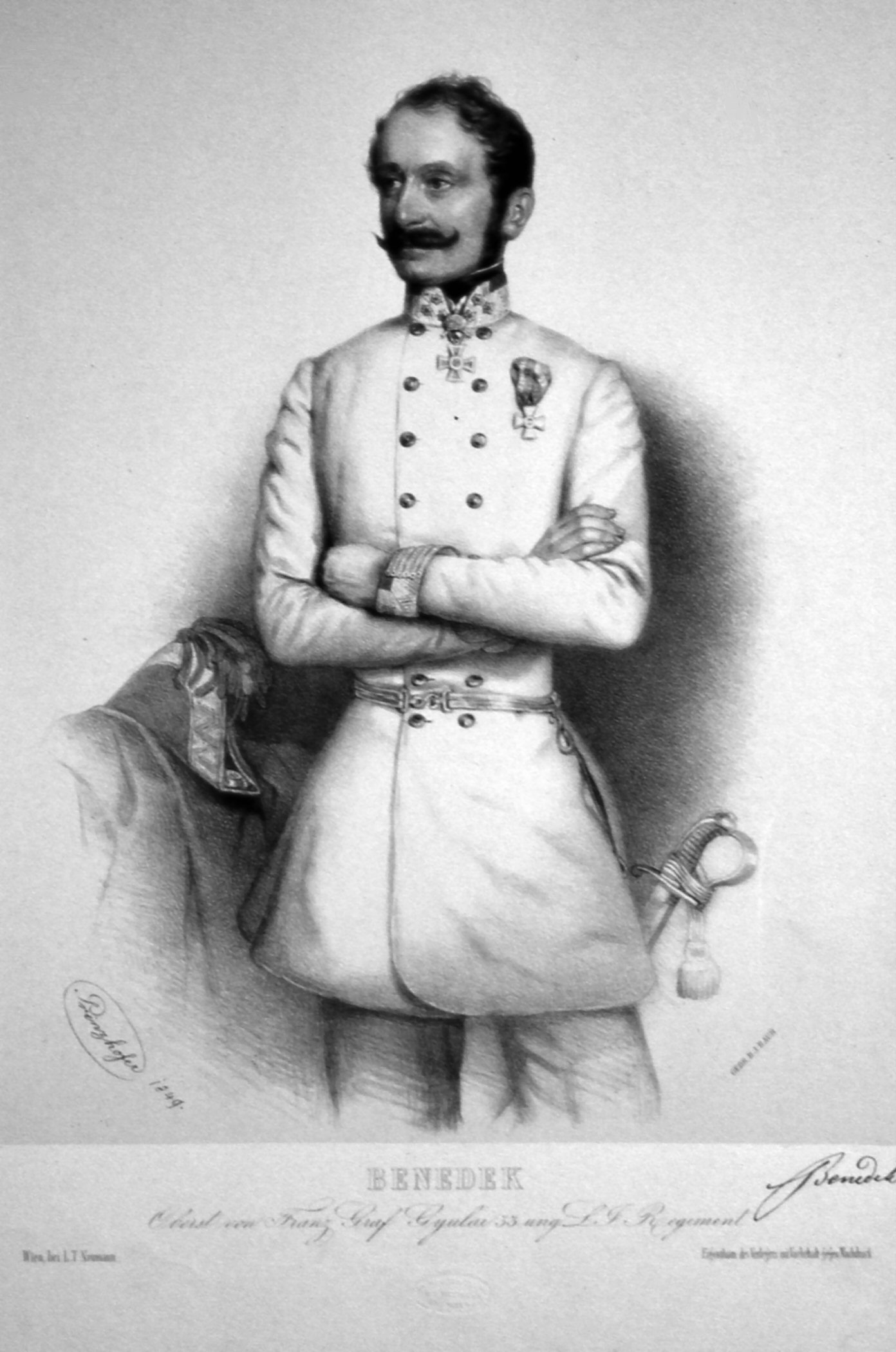
Il colonnello Ludwig von Benedek comandò la brigata di punta dell’attacco austriaco.

Secondo le relazioni, Radetzky quel 30 maggio 1848 non intendeva misurarsi ancora con l’avversario, ma voleva studiare la pianura ed eventualmente costringere Carlo Alberto ad abbandonare il corso del Mincio. Comunque sia, la brigata d’avanguardia di Benedek del 1º Corpo non passò che alle 12 il canale Caldone a metà strada fra Rivalta e Sacca, e dopo le 15 fu in vista della linea piemontese. Visto l’ostacolo del Mincio a destra, dalla parte degli austriaci il combattimento si riassume negli sforzi delle unità per dispiegarsi a sinistra della brigata di Benedek che era di fronte al nemico, e per rovesciare la linea nemica aggirandone l’ala destra. Dalla parte dei piemontesi l’azione consistette soprattutto nell’impedire al nemico questo aggiramento.
La manovra d’attacco degli austriaci fu quanto mai scoordinata. Alle 15,30 la brigata di Benedek, in colonna, assalì quasi senza dispiegarsi l’ala sinistra piemontese. Gli uomini di Carlo Alberto risposero con il fuoco di 16 pezzi d’artiglieria mentre i battaglioni piemontesi si disponevano per la battaglia. Alle artiglierie del generale Bava risposero a un chilometro di distanza quelle austriache e, mentre durava questo duello con vantaggio dei cannoni piemontesi, le vedette di questi ultimi nel folto degli alberi intravidero il movimento di altre unità nemiche fra le località Loghino e Cagliara. Erano le brigate di Wohlgemuth e di Strassoldo che tentavano di schierarsi sulla sinistra della brigata di Benedek. La brigata di Wohlgemuth aveva da percorrere 5 km circa fuori dalla strada, e in quei terreni coltivati si avanzava lentamente. I soldati di Wohlgemuth si dirigevano verso la cascina Gobbi contando sulla brigata Strassoldo che avrebbe dovuto coprirli a sinistra.

### Il successo iniziale austriaco (ore 15,30-17 circa)

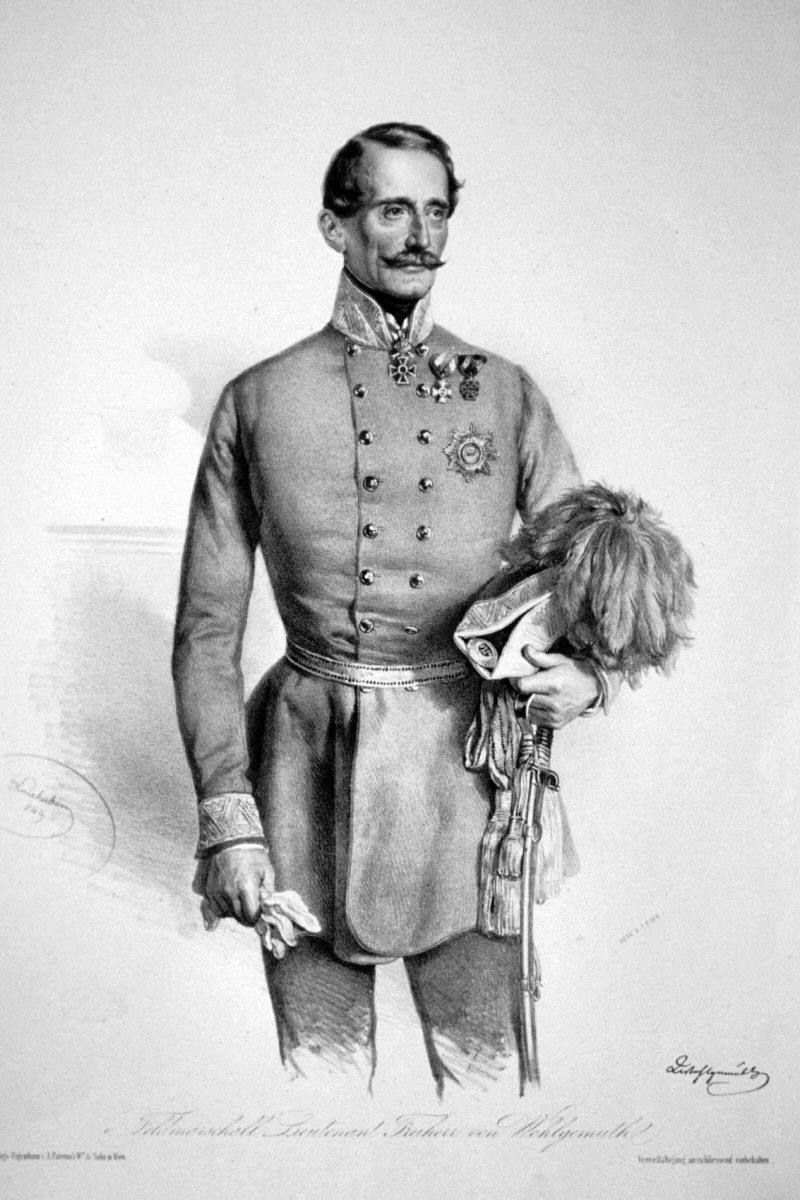
Il generale Ludwig von Wohlgemuth attaccò con successo l’ala destra dello schieramento piemontese.

Di fronte all’avanzare degli uomini della brigata di Wohlgemuth, il 7º Reggimento piemontese della Brigata “Cuneo” si schierò in linea per contrastare il 4º Reggimento Cacciatori che marciava in testa. Proprio allora si ritiravano i bersaglieri dell’avanguardia e quelli di un battaglione dell’8º Reggimento piemontese sopraffatti dagli austriaci. Per una svista i soldati di un altro battaglione dell’8° schierati sulla destra del 7° spararono contro i bersaglieri che a loro volta travolsero alcuni battaglioni piemontesi in manovra. Il comandante della Brigata “Cuneo”, Carlo Menthon d'Aviernoz, accorse rapidamente sulla linea del fuoco e vi ristabilì la calma. Alcune compagnie dell’8º Reggimento, però, tagliate fuori dal resto dello schieramento, ripiegarono in disordine.
La brigata di Wohlgemuth, continuando nella sua marcia offensiva, aveva ormai respinto la “Cuneo” verso la località Valle di Burato. Il generale Bava decise allora di fare avanzare la seconda linea: sulla destra la Brigata “Guardie” del generale Carlo Biscaretti, e sulla sinistra la Brigata “Aosta” di Claudio Seyssel d'Aix e Sommariva. Ciò avvenne tra le 16,30 e le 17,00.

### Il contrattacco piemontese (ore 17-19 circa)
Il terreno intralciato dalle siepi e dai fossi rendeva lenta e difficile la marcia dei piemontesi che quando furono allo scoperto dal folto della macchia, presso Valle di Burato, subirono un fuoco assai intenso che produsse perdite considerevoli. Anche il duca di Savoia, il futuro Vittorio Emanuele II, fu colpito all’inguine da un proiettile di rimbalzo. Non fu facile per i piemontesi vincere la resistenza della brigata di Wohlgemuth che si era ormai impadronita della cascina Gobbi. Tuttavia, per gli uomini di Carlo Alberto le cose migliorarono quando alcuni cannoni potettero dispiegarsi sull’estrema destra della linea del contrattacco e prendere di fianco il nemico.

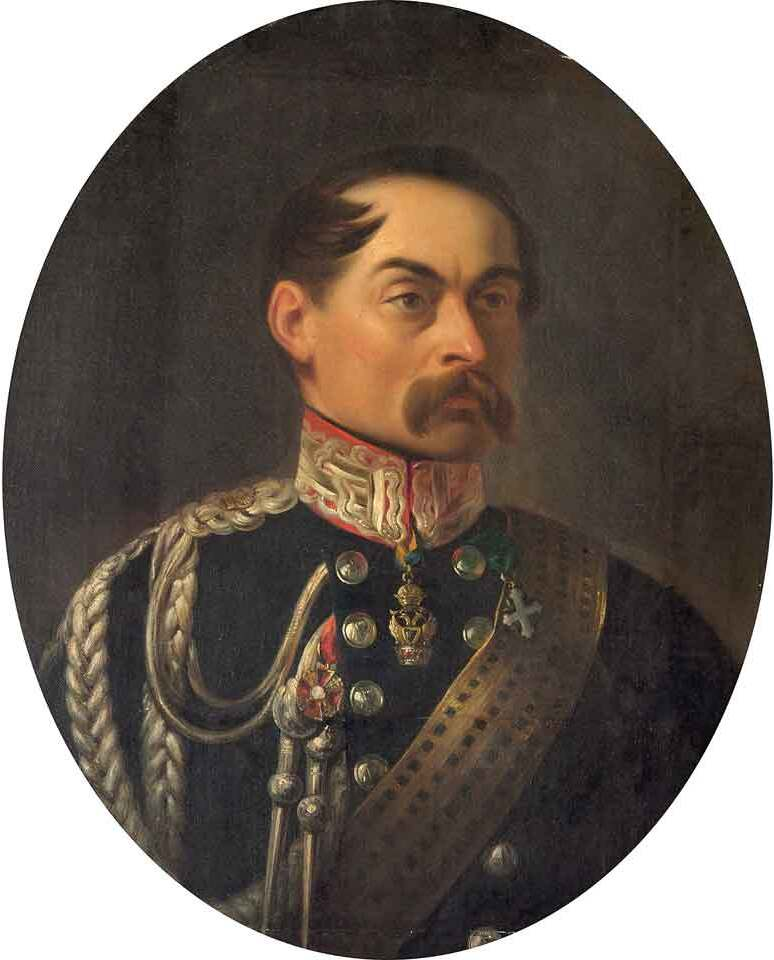
Il generale Federico d'Arvillars comandò il vittorioso contrattacco piemontese.

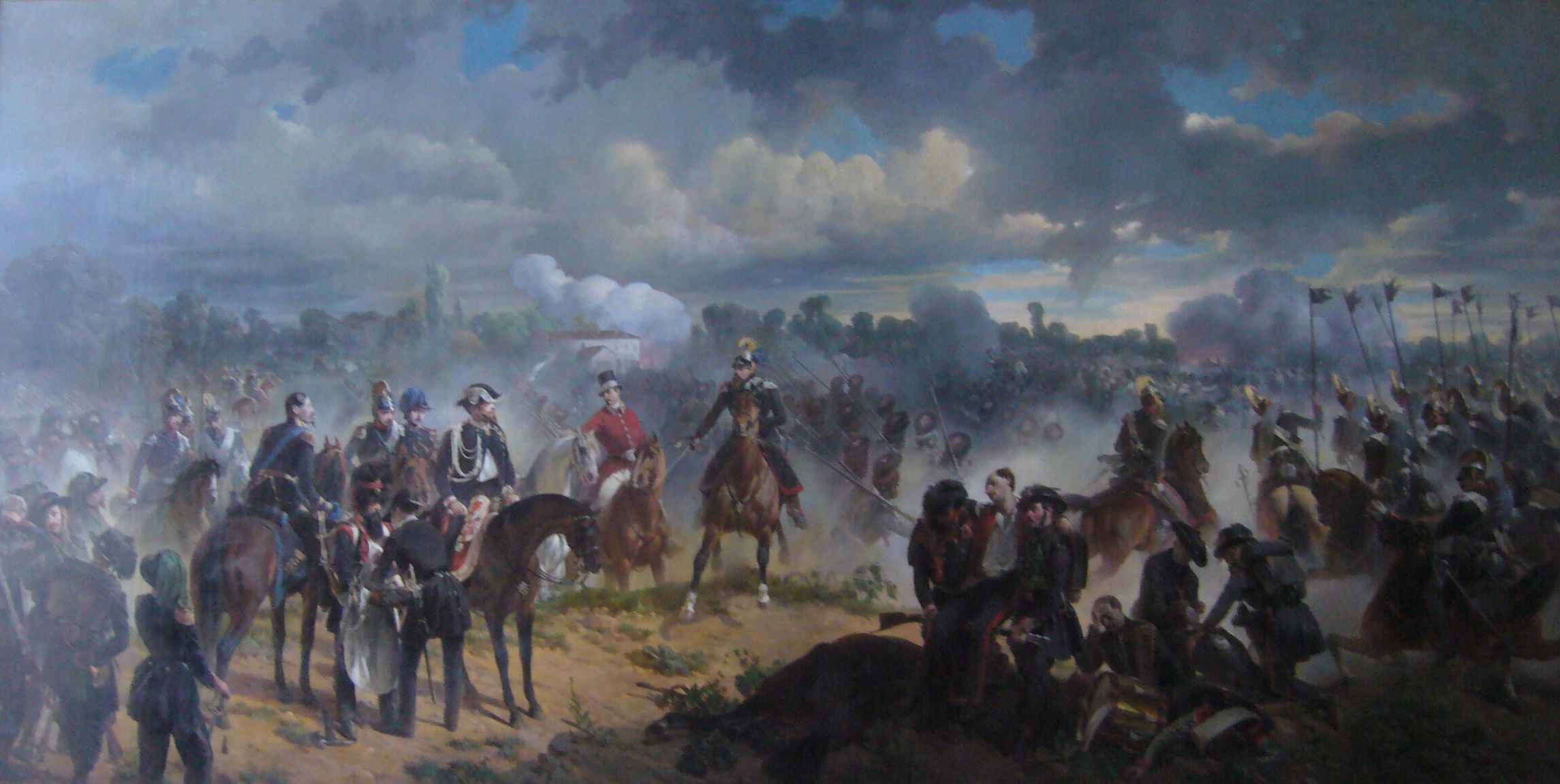
Il momento del contrattacco piemontese visto dalle retrovie. Si noti a sinistra, a cavallo, con la feluca, Vittorio Emanuele e a destra la partenza della cavalleria.

Intanto sulla sinistra della “Cuneo”, tra Valle di Burato e la strada era avanzata l’“Aosta”. Un vigoroso attacco di questa brigata condotto dal generale D’Arvillars, decise le sorti della battaglia, poiché la brigata di Wohlgemuth, non vedendosi rinforzata da quella di Strassoldo, cominciò a ritirarsi. Nello stesso tempo, davanti all’ala sinistra dei piemontesi, presso Goito e il Mincio, la brigata di Benedek era stata arrestata dal fuoco di due batterie piemontesi schierate presso il cimitero. Per costringerla alla ritirata il battaglione del 10º Reggimento napoletano “Abruzzo”, seguito da un battaglione dell’11° piemontese, scese dall’altura in cui si trovava e impegnò la destra dell’avversario. Il 17º Reggimento piemontese appoggiò il movimento, contro il quale si opposero alcune unità della Brigata del generale Clam-Gallas.
Ma Radetzky giudicò troppo deboli le sue forze per continuare l’attacco e diede l’ordine di far ripiegare le truppe fuori dal raggio dei cannoni piemontesi. D’altro canto il generale Bava, vedendo che ormai i battaglioni della sua ala destra guadagnavano terreno, fece con un largo giro passare da quella parte anche gli squadroni del Reggimento “Nizza Cavalleria”. Tale unità si portò sul fianco del nemico impegnato, di fronte, da uno squadrone dell’”Aosta Cavalleria” di ritorno dal suo compito d’avanguardia. Il ripiegamento austriaco si trasformò in una veloce ritirata, mentre, davanti all’ala sinistra piemontese, l’inseguimento era portato dai battaglioni del 10° napoletano e dell’11° piemontese.
Erano le 19; calava la sera e il combattimento andava cessando, mentre si addensava un forte temporale che scoppiò più tardi. Del 2º Corpo d’armata austriaco, di cui Radetzky aveva perso le tracce, una delle due colonne, con il comandante D’Aspre, marciava sulla strada di Rodigo e Solarolo, e l’altra più a sud-ovest verso Gazoldo. La prima, malgrado il rombo dei cannoni alla sua destra, proseguì la marcia e arrivò a Ceresara alle 16,30; l’altra giunse alle 17 in località Ca’ del Gallo, dove al rumore del combattimento si fermò. L’indomani la colonna di Ceresara, visto l’esito della lotta a Goito, fu richiamata.

## Le perdite e la resa di Peschiera
La battaglia di Goito costò ai piemontesi 43 morti e 253 feriti. Tra i primi 3 sottotenenti delle Guardie, fra cui Augusto Benso di Cavour, figlio di Gustavo, fratello di Camillo, il futuro statista piemontese. Tra i feriti, oltre al duca di Savoia Vittorio Emanuele, anche Carlo Alberto, leggermente contuso sulle alture di località Somenzari da un proiettile nemico di rimbalzo. Gli austriaci ebbero 68 morti, 331 feriti, tra cui il generale Felix Schwarzenberg, 4 prigionieri e 219 dispersi.
Mentre la battaglia infuriava, un ufficiale d’ordinanza del duca di Genova recò al Re l’annuncio della resa della piazzaforte austriaca di Peschiera. La notizia fu comunicata al generale Bava che a sua volta informò del successo di Goito. La voce della doppia vittoria si diffuse rapidamente e le truppe vi risposero con un lungo grido rivolto a Carlo Alberto di “Viva il Re d’Italia!”.

## Conclusioni

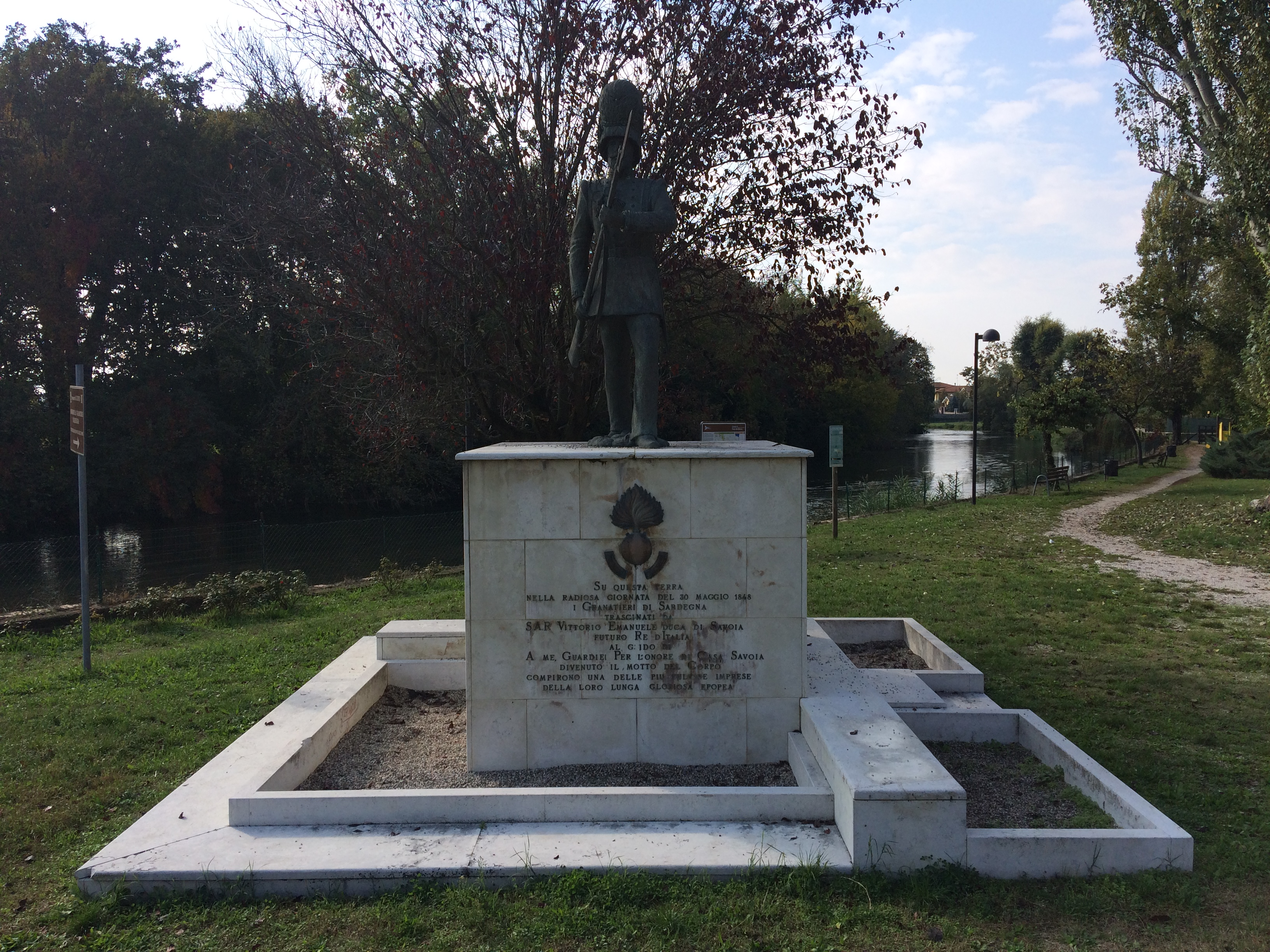
Monumento ai Granatieri di Sardegna a Goito.

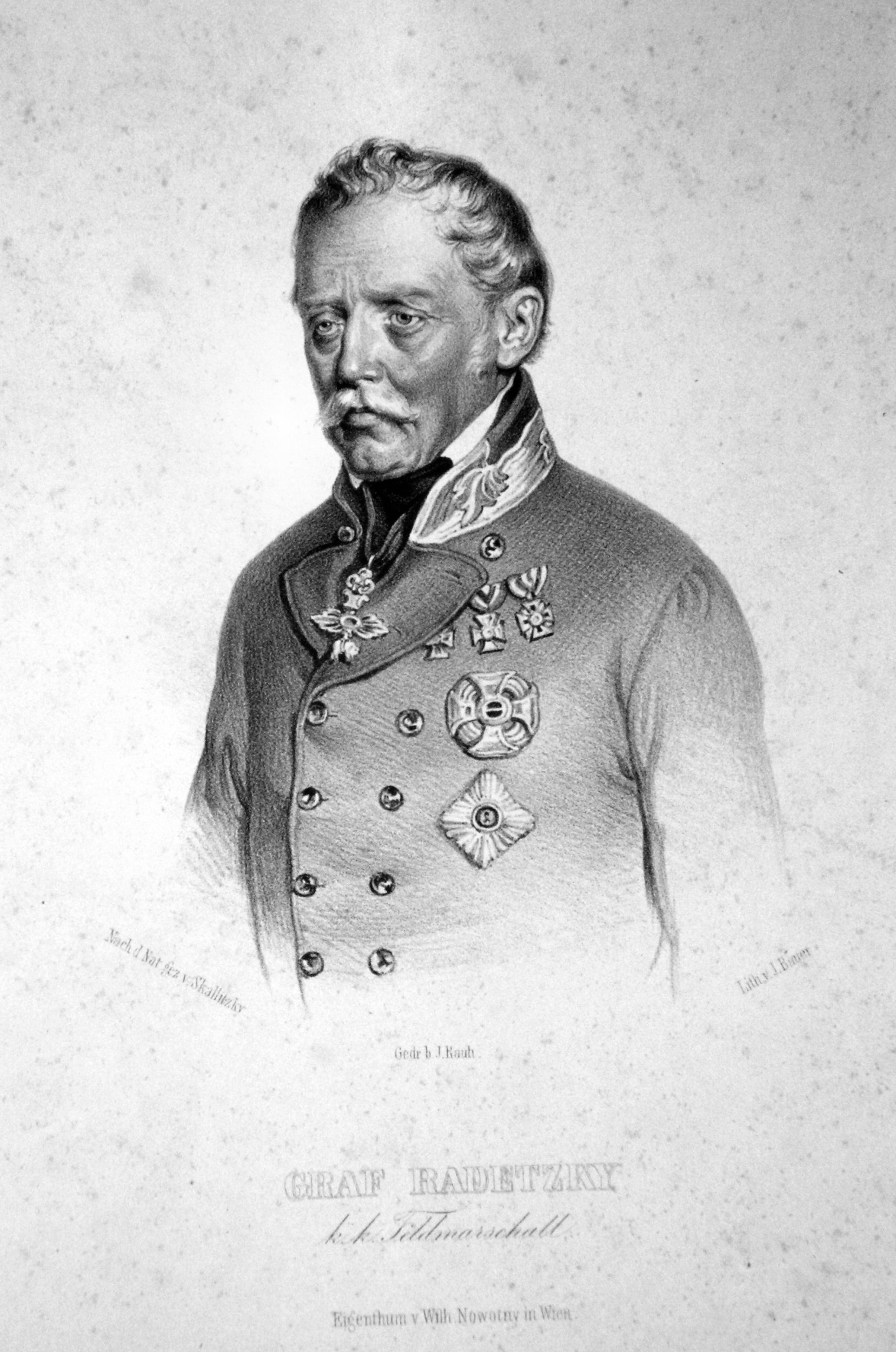
il capo delle forze austriache Josef Radetzky commise alcuni errori che ne determinarono la sconfitta.

Con la battaglia di Goito si ha con tutta evidenza il fallimento del piano di Radetzky di aggiramento dell’esercito piemontese. Tale piano aveva lasciato a desiderare nell’esecuzione: l’attacco a Curtatone e Montanara era stato condotto a ora troppo tarda ed eseguito con manovre avvolgenti a raggio troppo ristretto, e senza sfruttare la grande superiorità numerica austriaca. Dopo la vittoria, inoltre, quando c’erano ancora tre o quattro ore di luce da sfruttare, Radetzky avrebbe potuto avanzare con le molte forze riposate di cui disponeva e giungere sulla linea Goito-Solarolo la sera stessa e a Volta la mattina del 30 maggio. In questo modo avrebbe potuto affrontare i piemontesi in piena crisi di movimento la mattina del 30 e batterli. Invece l’esercito austriaco sostò presso le posizioni conquistate di Curtatone e non si mosse che l’indomani a giorno inoltrato e in due colonne del tutto separate fra loro. Nella stessa battaglia di Goito Radetzky non riuscì ad utilizzare tutte le truppe che aveva a disposizione e segnatamente la cavalleria.
Ma anche da parte piemontese si commisero errori. Non solo lo spostamento delle unità fu tardivo e difettoso, ma la battaglia andava data a Volta, dove il terreno era molto più favorevole e la posizione più vicina al resto dell’esercito. Tuttavia, sul terreno difficile di Goito, Bava schierò le sue forze come meglio poté e diresse bene la battaglia, adoperando abilmente le truppe di seconda e terza linea, mentre la sua artiglieria si mostrò superiore a quella austriaca. Eppure i risultati non furono quelli aspettati, e ciò perché la vittoria di Goito fu tattica e non strategica. In realtà Radetzky aveva ancora le sue forze in gran parte intatte e riunite, mentre di fronte a lui si trovava meno di un terzo delle forze di Carlo Alberto. Gli austriaci non ripiegarono su Mantova, ma a meno di 4 km a sud di Goito, con l’atteggiamento di chi si raccoglie per ritentare la prova. E invece, dopo la notizia della resa di Peschiera e di quella della rivoluzione a Vienna, Radetzky decise di fare dietro front e il 5 giugno iniziò a muoversi verso est, verso l’Adige. Avvicinatosi a Vicenza, il 10 giugno la conquistò con la battaglia di Monte Berico. Fu un grande e innegabile successo, accresciuto nei giorni successivi dalla caduta di Padova e Treviso. Fu soprattutto la dimostrazione che l’iniziativa era e rimarrà nelle mani degli austriaci.